# Valeille
Valeille é uma comuna francesa na região administrativa de Auvérnia-Ródano-Alpes, no departamento de Loire. Estende-se por uma área de 16,43 km². Em 2010 a comuna tinha 730 habitantes (densidade: 44,4 hab./km²).